# 切拉纳尔卢尔
切拉纳尔卢尔（Cheranallur），是印度喀拉拉邦Ernakulam县的一个城镇。总人口26330（2001年）。

## 人口
该地2001年总人口26330人，其中男性13076人，女性13254人；0—6岁人口2847人，其中男1479人，女1368人；识字率85.20%，其中男性为86.73%，女性为83.69%。